# Площадь Дрыгина (Вологда)
Площадь Дрыгина — площадь в центральной части города Вологды, сформированная в 1970-е годы на месте деревянной застройки. В 2004 году названа в честь Анатолия Дрыгина, до этого названия не имела.
Нумерации домов по площади Дрыгина нет, но в будущем предполагается ввести. Площадь Дрыгина — одно из мест установки новогодних ёлок в городе. Также площадь примечательна тем, что практически все здания, расположенные на ней, — органы власти.

## Здания и сооружения
| Адрес                 | Фото                                         | Описание                                                                                    |
| --------------------- | -------------------------------------------- | ------------------------------------------------------------------------------------------- |
| ул. Герцена, д. 2     | Правительство Вологодской области            | Правительство Вологодской области                                                           |
| ул. Пушкинская, д. 25 | Законодательное Собрания Вологодской области | Законодательное Собрание Вологодской области, Контрольно-счётная палата Вологодской области |
| ул. Пушкинская, д. 24 | Администрация Вологодского района            | Администрация Вологодского муниципального района                                            |
| ул. Козлёнская, д. 6  | Вологодская городская Дума                   | Вологодская городская Дума, Департамент гуманитарной политики города Вологды                |
| ул. Герцена, д. 1а    | Арбитражный суд Вологодской области          | Арбитражный суд Вологодской области                                                         |
| ул. Герцена, д. 1     | Дом №17/17 по улице Кирова в Вологде         | Управление Федеральной налоговой службы по Вологодской области                              |